# Nord-Ouest du Paraná
Le Nord-Ouest du Paraná est l'une des 10 mésorégions de l'État du Paraná. Elle regroupe 61 municipalités groupées en 3 microrégions.

## Données
La région compte 630 421 habitants pour 24 489 km².

## Microrégions
La mésorégion Nord-Ouest du Paraná est subdivisée en 3 microrégions:
- Cianorte
- Paranavaí
- Umuarama